# Henry Mattson
Henry Elis Mattson, född 7 augusti 1887 i Göteborg, död 1971 i Woodstock, var en svensk målare. 
Han var son till arbetaren John Emil Mattson och Augusta Pettersson samt från 1924 gift med Daphne Sawyer. Mattson utvandrade till Amerika 1906 och arbetade första tiden som hjälpreda vid en mekanisk verkstad i Worcester, Massachusetts. På sin fritid bedrev han självstudier i målning som senare kompletterades med aftonkurser vid School of the Worcester Art Museum. Efter något års arbete vid den mekaniska verkstaden lämnade han sin anställning för att helt kunna ägna sig åt konstnärlig verksamhet. För att fördjupa sin konstkunskap återvände han till Göteborg 1912 där han antogs som elev vid Valands målarskola. Redan efter några få lektioner blev han uppmanad av sin lärare (en känd Göteborgskonstnär) att bli vid sin läst. Mattson packade genast ihop sina prylar på skolan och återvände till Amerika. Han bosatte sig nu i Chicago där han under dagarna arbetade i en fabrik, på kvällarna bedrev han fortsatta självstudier och målade. Efter de fyra åren i Chicago flyttade han 1916 till konstnärskolonin i Woodstock där han under tre månader tog lektioner av den svensk-amerikanska landskapsmålaren John F. Carlson. Under hösten 1921 debuterade han med en liten separatutställning i New York som till hans besvikelse inte gav honom någon uppmärksamhet. Med seg energi arbetade han sig vidare och så småningom kom ett genombrott. Enligt Sheldon Cheney bör han räknas till Amerikas stora giant figure. Förutom ett stort antal utställningar i Amerika har han medverkat i samlingsutställningar i London, Paris och Italien. Han var representerad i den svensk-amerikanska vandringsutställningen som visades i Sverige 1920 och i den svensk-amerikanska utställningen i Göteborg 1923. Till hans offentliga arbeten hör några fresker på posthuset i Portland, Maine. Under sin karriär tilldelades han ett flertal stipendium och utmärkelser bland annat erhöll han Guggenheim-stipendiet för skapande konst 1935 och en guldmedalj från Pennsylvania Academy of Fine Arts 1945. Han blev ledamot av National Academy of Design 1952. Hans konst består av framför allt landskap och maskiner men han utförde även porträtt och stilleben. I sin tidiga konst var han något av en poetisk-mystisk naturromantiker som därefter utvecklades  mot en mer stegrad dramatisk uttrycksform som ligger nära Albert Pinkham Ryders stilspråk. Mattson är representerad vid ett flertal amerikanska museum, bland annat vid Metropolitan Museum of Art, Smithsonian American Art Museum
, Whitney Museum of Amerikan Art, Brooklyn Museum och The Encyclopaedia Britannica Collection.